# Amon (Formula–1)
Az Amon, más néven Chris Amon Racing egy korábbi Formula–1-es konstruktőr. Versenyzői négy futamon vettek részt, ezek közül mindössze egyre sikerült kivívni a kvalifikációt az alapító Chris Amon révén.

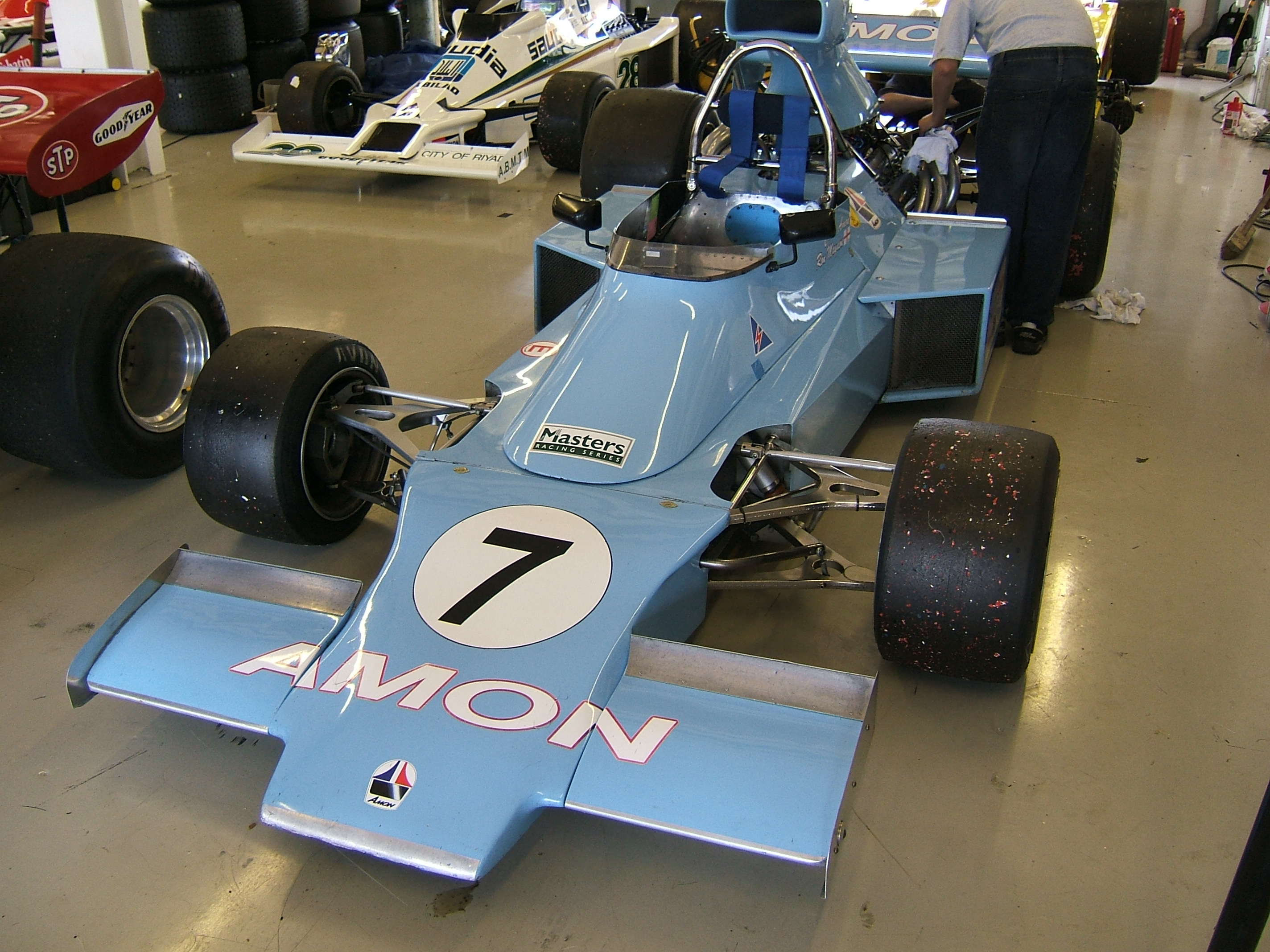
Amon

## Eredményei

### Teljes Formula–1-eredménylista
(Táblázat értelmezése)

(Félkövér: pole-pozícióból indult; dőlt: leggyorsabb kört futott) 

| Év   | Kasztni    | Motor       | Gumi | Versenyzők    | 1   | 2   | 3   | 4   | 5   | 6   | 7   | 8   | 9   | 10  | 11  | 12  | 13  | 14  | 15  | Pont | Helyezés |
| ---- | ---------- | ----------- | ---- | ------------- | --- | --- | --- | --- | --- | --- | --- | --- | --- | --- | --- | --- | --- | --- | --- | ---- | -------- |
| 1974 | Amon AF101 | Cosworth V8 | F    |               | ARG | BRA | RSA | ESP | BEL | MON | SWE | NED | FRA | GBR | GER | AUT | ITA | CAN | USA | 0    | -        |
| 1974 | Amon AF101 | Cosworth V8 | F    | Chris Amon    |     |     |     | Ki  |     | Ni  |     |     |     |     | Nk  |     | Nk  |     |     | 0    | -        |
| 1974 | Amon AF101 | Cosworth V8 | F    | Larry Perkins |     |     |     |     |     |     |     |     |     |     | Nk  |     |     |     |     | 0    | -        |

## Fordítás
- Ez a szócikk részben vagy egészben  az   Amon (Formula One team) című angol Wikipédia-szócikk fordításán alapul.  Az eredeti cikk szerkesztőit annak laptörténete sorolja fel. Ez a jelzés csupán a megfogalmazás eredetét és a szerzői jogokat jelzi, nem szolgál a cikkben szereplő információk forrásmegjelöléseként.

## Külső hivatkozások
- A csapat profilja a statsf1.com honlapon (angolul)